# Élő segély Afrikáért
Az Élő segély Afrikáért egy kétnapos könnyűzenei koncert volt Budapesten 1985-ben mintegy 200 zenész közreműködésével.
A Bob Geldof szervezte Live Aid koncert mintájára Magyarországon is óriáskoncertet rendeztek a hazai rock- és popzene legjelentősebb alakjainak szereplésével. Az esemény két napon zajlott: 1985. december 26-án a rock-, 28-án a popzene képviselői léptek fel a Budapest Sportcsarnokban. A rock-nap zenész szervezője Presser Gábor, a pop-napé Sztevanovity Zorán volt.
A Magyar Rádió élőben, a Magyar Televízió 1986. január 13-án hétfőn, rendkívüli adásnapon, 17:30-tól 23:20-ig felvételről sugározta a rendezvényt, bár itt nem minden felvétel került bemutatásra, csak minden fellépőtől az előadott műsornak nagyjából a fele.

## A koncert
Műsorvezetők: 
- 1. nap: B. Tóth László
- 2. nap: Antal Imre, Udvaros Dorottya

## A rádióadás
Műsorvezető: Dám László
Szerkesztő: László György
Rendező: Horváth Ádám

## A televízióadás
Riportere: Héder Barna
Az adást felkonferáló bemondó: Hajas Ilona
Szerkesztő: Czippán György
Rendező: Dessewffy Zsuzsanna, Bodnár István
Az alábbi felsorolás a közreműködés sorrendjét követi.
Félkövér betűk: a tv-ben elhangzott dalok.

## Az 1. nap műsora
| Előadó                        | Dalok                                                                                       |
| ----------------------------- | ------------------------------------------------------------------------------------------- |
| P. Box                        | Vágtass velem · Bukott angyal · Ómen · A zöld, a bíbor, és a fekete                         |
| Deák Bill Gyula és a Kormorán | Ne szeress engem · Nyújtsd a kezed • A felszarvazottak balladája • Kőbánya Blues            |
| Varga Miklós Band             | Csillag a tóban • Európa                                                                    |
| Satöbbi                       | Elhagyott az a… · Szolid parti                                                              |
| Prognózis                     | Szerelem szabadon, Tele van a város szerelemmel, Hajsza közben                              |
| East                          | Kiáltás, A történet végtelen                                                                |
| Hobo Blues Band               | Zöld sárga · A bolond levele · A hajtók dala · Kis vörös kakas · Mata Hari                  |
| Locomotiv GT                  | Boksz · Ő még csak most tizennégy · A szívbajt hozod rám · Egy falat kenyér                 |
| Révész Sándor                 | Szól a dal · Ajándék · Nem tudtam, hogy így fáj                                             |
| Nagy Feró, Slamovits István   | Üzenet · Ments meg engem                                                                    |
| Skorpió                       | Elindulunk · Azt beszéli már az egész város                                                 |
| V’Moto-Rock                   | Garázskijárat · Gyertyák · A kulcs · Mért adnánk fel                                        |
| P. Mobil                      | Csillag leszel · Kétforintos dal/Ez az élet, Babolcsai néni-refrén                          |
| Tátrai-Török Tandem           |                                                                                             |
| Edda                          | Egek felé kiáltottam • A kör                                                                |
| KFT                           | Bál az Operában, Hátha csak álom                                                            |
| Hazel O’Connor                | Stranger in a Strange Land • Just Like a Woman • Will You? • Eighth Day • Suffragette City  |
| Omega                         | A Föld árnyékos oldalán · Vigyázz rám · Hallgatag szív · A pénz · Kötéltánc · Őrültek órája |

## A 2. nap műsora
| Előadó               | Dalok                                                                                       |
| -------------------- | ------------------------------------------------------------------------------------------- |
| 100 Folk Celsius     | Anyám, ha szeretsz · Ohio · Paff, a bűvös sárkány                                           |
| Zalatnay Sarolta     | Szeress nagyon · Miért mentél el · Let's Go to the Party                                    |
| Old Boys             | The Land of the Thousand Islands                                                            |
| Szűcs Judith         | Tudod, a tiéd vagyok · Csak ő érdekel · Csak egy szívet akarok · Egy levél (aláírás nélkül) |
| Soltész Rezső        | Jókedvű vagyok · Akit szeretnek · Várj · Gyertyaláng Máté Péter emlékére                    |
| Dinnyés József       |                                                                                             |
| Katona Klári         | Képzeld el · Amíg várok rád · Ólomkatona                                                    |
| Neoton Família       | Oh, Happy Day · Nyár van · Holnap hajnalig                                                  |
| Rock Színház         |                                                                                             |
| Benkó Dixieland Band |                                                                                             |
| Komár László         | Hosszú hajnal · Faragó Judy István: Judy gitár · Hé, papa (km. Alfonzó)                     |
| Udvaros Dorottya     | Ha senki se vár · A vendég · A hiába szép                                                   |
| Első Emelet          | A film forog tovább · Édes évek · Nézelődünk                                                |
| Kovács Kati          | Névtelen banda · Így legyen · Johnny and Mary · Rock and roller                             |
| Bródy János          | Ne szólj szám · Egy hétig tart · Ha én rózsa volnék                                         |
| Koncz Zsuzsa         | A Kárpáthyék lánya · Ne hagyj engem ·                                                       |
| Sztevanovity Zorán   | Egészen egyszerű dal · Az ünnep · Apám hitte                                                |
| Dolly Roll           | Link a lány · Mária Makaróni · Csingilingi · Vakáció · Gina                                 |

## A nagylemez
Mondd, mit ér egy falat kenyér?
1. Hobo, Presser Gábor, Révész Sándor, Somló Tamás – Mondd, mit ér egy falat kenyér...
2. Nagy Feró – Üzenet
3. KFT – Hátha csak álom
4. P. Box – Tízből vajon mennyi?
5. Karácsony János, Dés László – Kiáltok érted
6. Varga Miklós Band – Csillag a tóban
7. Omega (együttes) – Pénz, pénz, pénz...
8. Hobo Blues Band – Búcsú Blues
9. Prognózis – Eltékozolt századok
10. Satöbbi – Elhagyott az a...
11. Slamo – Ments meg engem
12. V’Moto-Rock – Miért adnánk fel